# Ånnsjön
Ånnsjön är en cirkelrund sjö mellan Storlien och Åre i Åre kommun i Jämtland och ingår i Indalsälvens huvudavrinningsområde. Sjön har en area på 57,4 kvadratkilometer och ligger 525 meter över havet. Ånnsjön ligger i Ånnsjön Natura 2000-område och skyddas av habitat- och fågeldirektivet. Sjön avvattnas av vattendraget Indalsälven (Bodsjöströmmen).
Ånnsjön har ett mycket rikt fågelliv. Vid sjön ligger Ånnsjöns fågelstation. 

## Ånnsjöbygden
Ett stort antal lämningar från stenåldern har hittats i området, främst kring Bunnerviken. Vid Ånnsjön finns hällristningar vid Landverk och vid Håltbergsudden. Ristningarna vid Landverk består av två 1,5 meter långa älgar samt två mindre. De små älgfigurerna tror man kan ha ristats flera hundra år efter de stora. 
Idag återfinns ett par byar och gårdar intill Ånnsjön. Ånn, Klocka och Landverk är belägna vid sjöns norra strand. Vid den sydvästra återfinns Handöl, känd för sin täljstensfabrik, medan Bränna och Bunnerviken är belägna vid den södra stranden.

## Delavrinningsområde
Ånnsjön ingår i delavrinningsområde (702251-133655) som SMHI kallar för Utloppet av Ånnsjön. Medelhöjden är 561 meter över havet och ytan är 144,5 kvadratkilometer. Räknas de 173 avrinningsområdena uppströms in blir den ackumulerade arean 1 562,07 kvadratkilometer. Indalsälven (Bodsjöströmmen) som avvattnar avrinningsområdet har biflödesordning 2, vilket innebär att vattnet flödar genom totalt 2 vattendrag innan det når havet efter 363 kilometer. Avrinningsområdet består mestadels av skog (41 procent) och sankmarker (14 procent). Avrinningsområdet har 57,85 kvadratkilometer vattenytor vilket ger det en sjöprocent på 40 procent.

## Kanotolyckan 2015
Ånnsjön uppmärksammades 2015-2016 i media, när en kanotolycka inträffade i sjön den 16 juni 2015. Tre pojkar, som var på ett konfirmationsläger, välte med sin kanot i dålig väderlek och var nära att dö efter att ha legat länge, livlösa och med ytterst låg kroppstemperatur i den fyra grader kalla Ånnsjön.

## Galleri

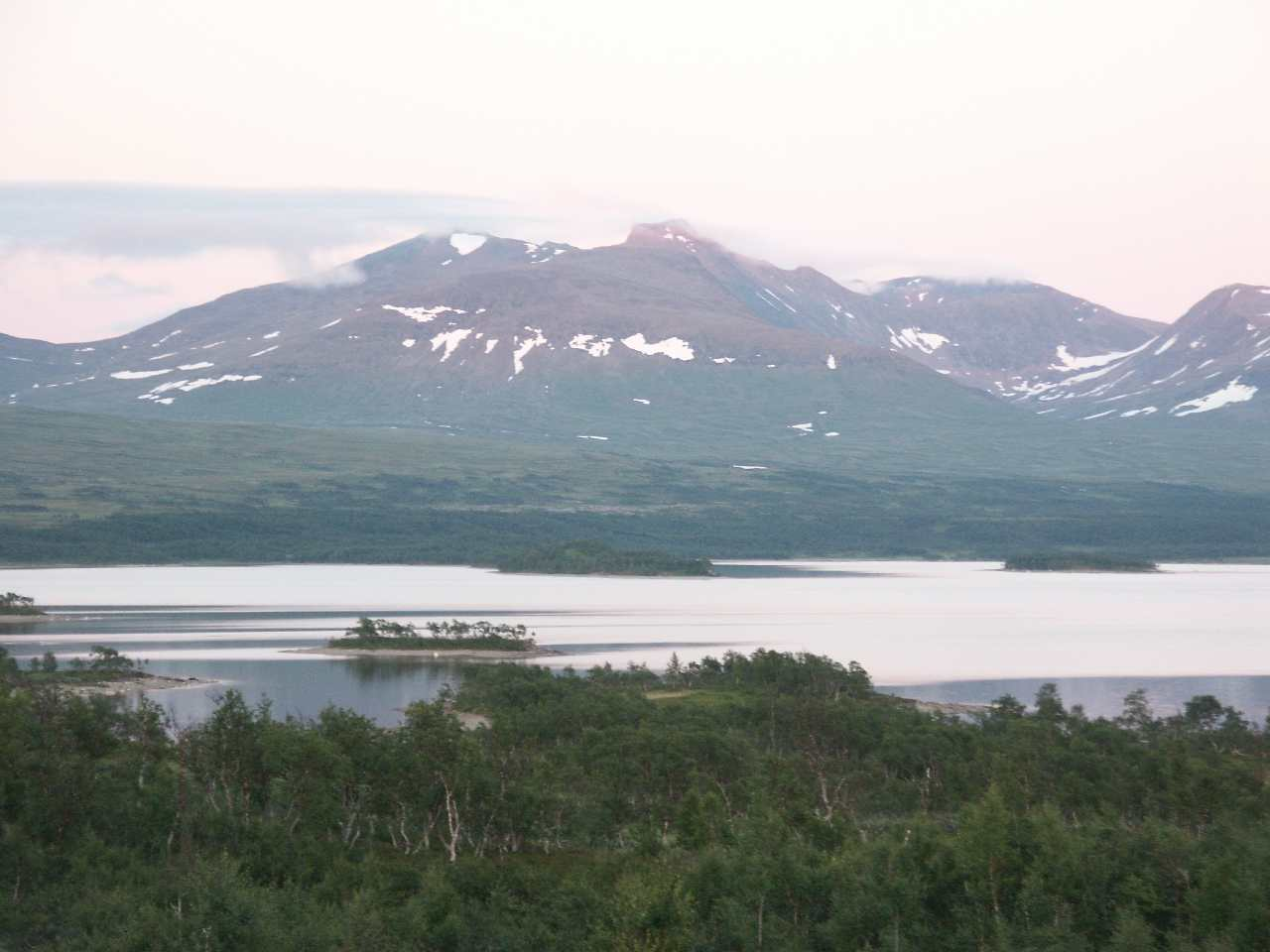
Vy från nord över Ånnsjön. I bakgrunden syns delar av Bunnerfjällen.
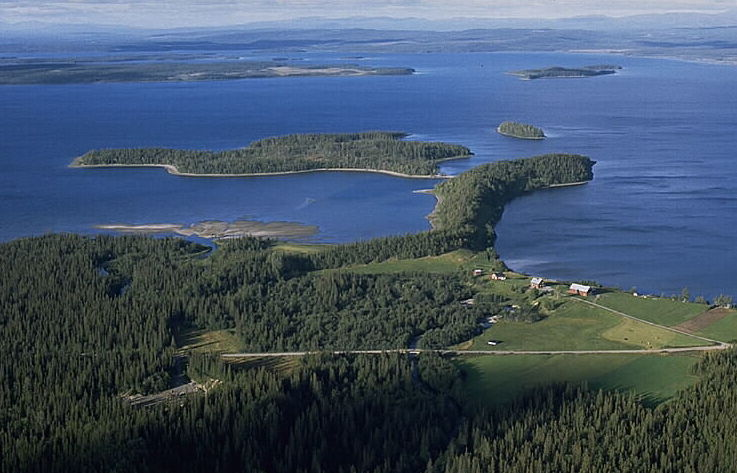
Bunnernäset september 1996.